# Đại dương Rheic

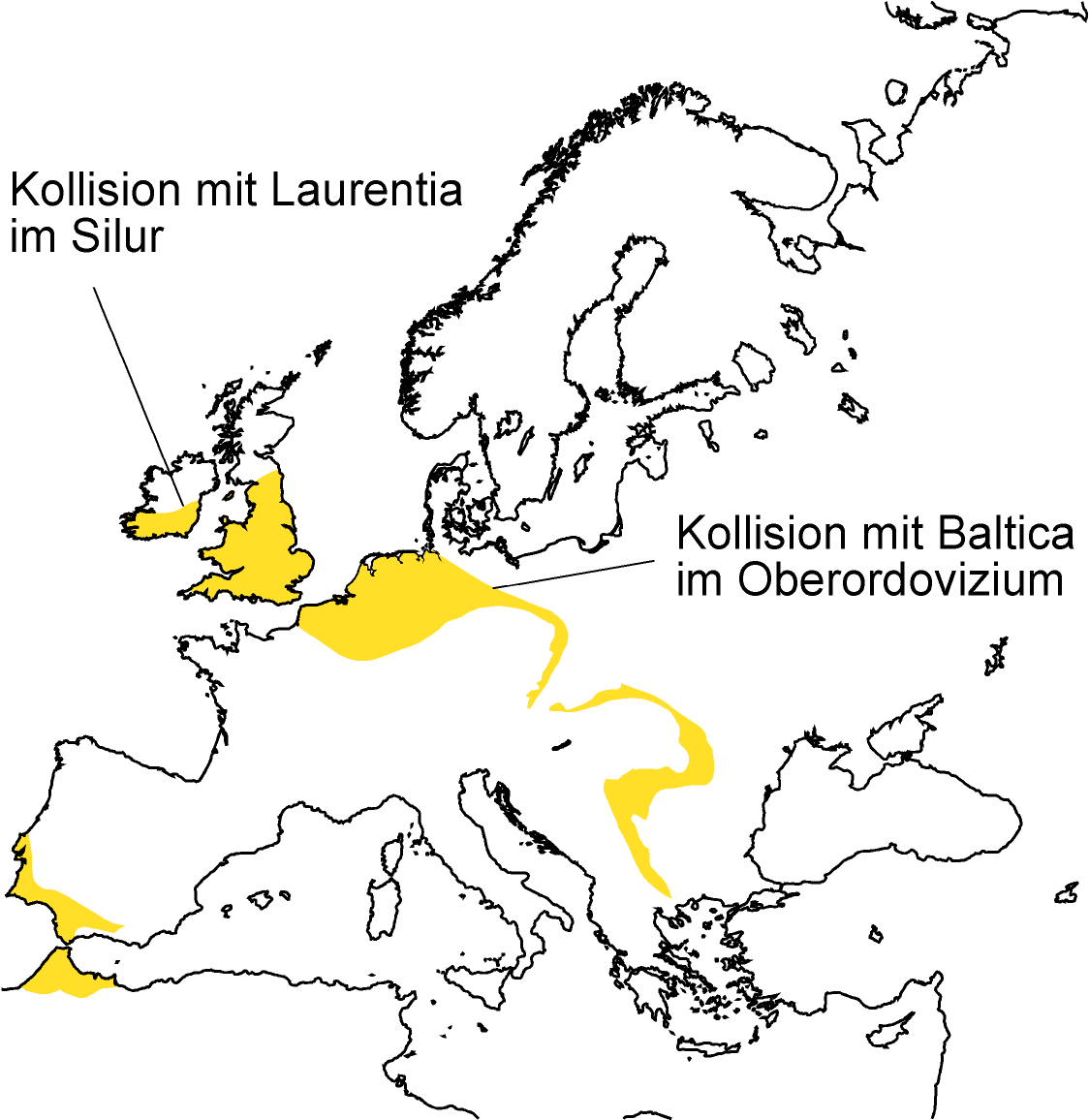
Nền móng của Avalonia tại châu Âu.

Đại dương Rheic là một đại dương trong đại Cổ sinh, nằm giữa:
- Ở phía bắc là lục địa Baltica (ngày nay là miền bắc châu Âu) và một loạt các địa thể bị tách ra từ Gondwana, bao gồm cả Avalonia, ngày nay là miền nam châu Âu.
- Ở phía nam là siêu lục địa cổ khổng lồ Gondwana, hoặc từ kỷ Silur trở đi là các địa thể Hun bị tách ra từ Gondwana.

Tất cả bắt đầu với một đường nứt, tương tự như đường nứt lớn Đông Phi ngày nay. Đường nứt này có lẽ đến từ sống núi ngầm giữa đại dương của đại dương Proto-Tethys. Do tiểu lục địa này trôi dạt ra xa khỏi Gondwana, một sống núi ngầm giữa đại dương đã hình thành giữa chúng, buộc Avalonia phải tiến ngang qua đại dương Iapetus đang già đi, điều này diễn ra ở nửa đầu của Trung Ordovic (470-460 Ma). Trong phần lớn thời gian của Hậu Ordovic, đại dương Rheic dường như đã mở rộng ra nhanh tương đương như dốc Đông Thái Dương ngày nay (khoảng 17 cm/năm). Khi Baltica và Laurentia va chạm với nhau vào Hậu Ordovic để tạo ra siêu lục địa Euramerica thì đại dương Rheic đã mở rộng đến mức thay thế gần như hết toàn bộ đại dương Iapetus mà khi đó đã thu hẹp đến mức chỉ còn là một eo biển nhỏ nằm giữa Avalonia và Laurentia. Bề rộng tối đa của nó là không rõ nhưng ít nhất cũng trên 1.000 km. Đại dương Rheic bắt đầu khép lại trong kỷ Devon, khi siêu lục địa Gondwana trôi dạt về hướng Euramerica. Vào Hậu Devon, đại dương Rheic trở thành một đại dương hẹp nằm giữa Gondwana và Euramerica. Vào Tiền Than đá (thế Mississippi, khoảng 350 Ma), phần phía đông của đại dương Rheic đã khép lại, do sự va chạm của khu vực ngày nay là miền đông Hoa Kỳ với châu Phi. Muộn hơn, Nam Mỹ va chạm với miền nam Hoa Kỳ, khép lại toàn bộ đại dương này. Các va chạm này tạo ra các kiến tạo sơn như Ouachita-Allegheny-Variscia.

## Tên gọi
Đại dương nằm giữa Baltica và Laurentia được đặt tên theo thần Iapetus, trong thần thoại Hy Lạp, cha của Atlas, giống như đại dương Iapetus là tiền nhiệm của Đại Tây Dương (Atlantic). Đại dương nằm giữa Gondwana và Baltica được đặt tên là Rheic theo đề xuất năm 1972 của Stuart W. McKerrow và Alfred M. Ziegler, các tác giả không nói rõ tại sao lại đề xuất như vậy, nhưng do hai đề xuất khác trong tác phẩm này, "Pleionic Ocean" và "Theic Ocean" được cho là lấy theo tên gọi của các vị thần Hy Lạp (Pleione, Theia) nên có lẽ là đại dương này cũng được đặt theo tên của nữ thần Rhea, em gái của Iapetus.